# مشروب

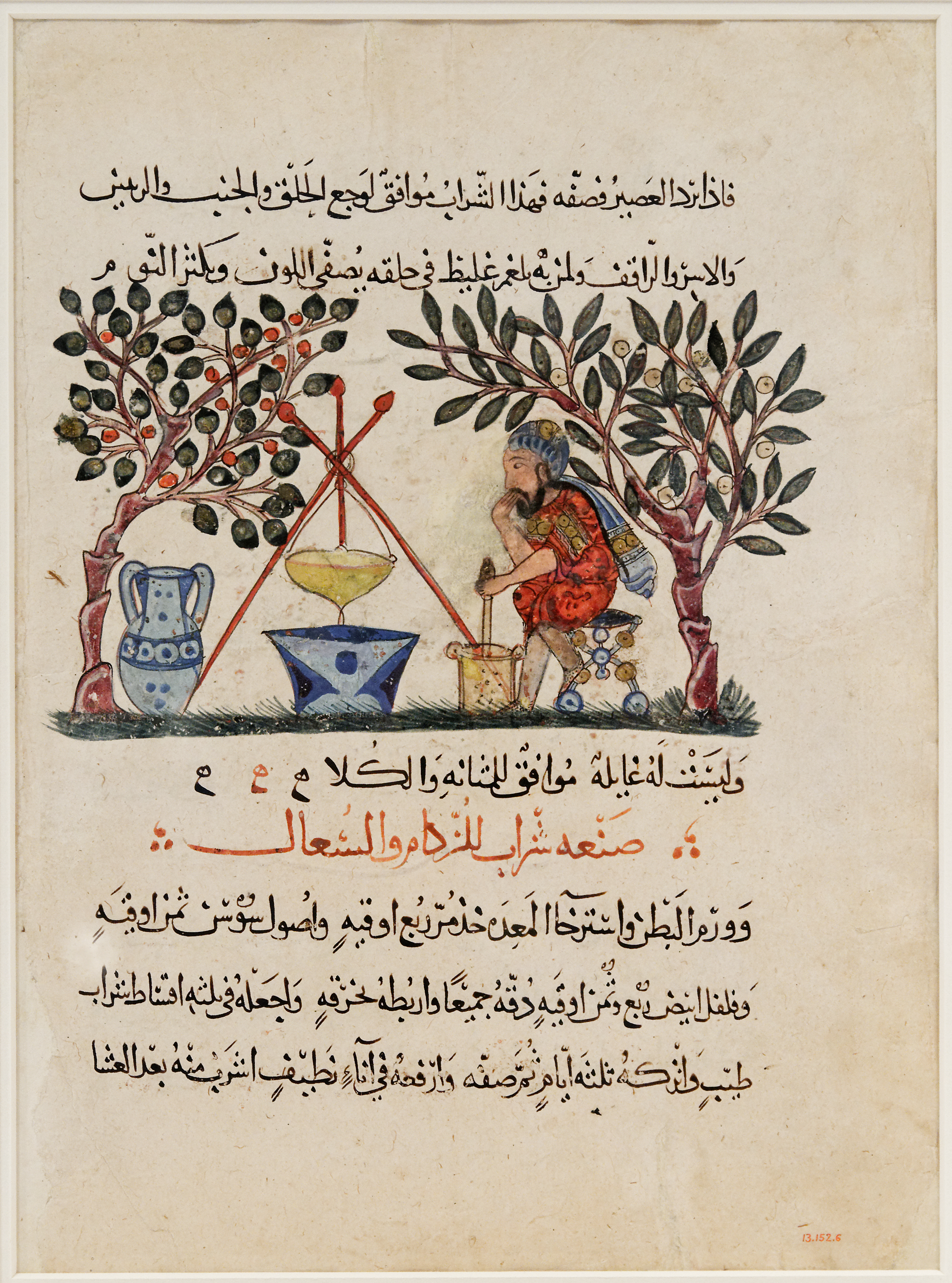
مخطوط يذكر الشراب

الشراب أو المشروب هو سائل يُعَد للاستهلاك البشري. بالإضافة إلى تلبية حاجة الإنسان الأساسية، والمشروبات تشكل جزءا من ثقافة المجتمع البشري.

## حكاية الشراب
الإنسان يشرب كما يأكل، بل إن الشراب أكثر مساسا بحياة الإنسان من الطعام نفسه، فكثيرون قد يستطيعون البقاء بضعة أيام بلا طعام، ولكنهم لا يستطيعون الامتناع عن الشراب إلى أجل طويل. فالماء هو العنصر الثاني لحياة الإنسان بعد الهواء.
و يحتاج الإنسان إلى تجهيز الماء كما يحتاج إلى تجهيز طعامه من خبز أو لحوم أو خضر. بل أنه يجد الماء في حالة معدة للاستعمال، وليس عليه في أكثر الأحيان إلا أن ينقي هذا الماء من بعض المواد العالقة به.
و لأهمية الماء في حياة الإنسان والحيوان والزارعة، كان عاملا أساسيا في انتشار حضارة الإنسان على الأرض، وفي قيام المدن وازدحام السكان وتعمير الأرض.
و لما كانت مياة الأنهار عذبة طبيعتها، صار الإنسان منذ أقدم الأزمنة يسكن على ضفافها، ولوفرة الماء فيها اتغل بالزراعة، وهذه جرته إلى الاشتغال بالصناعة ثم بالتجارة. ولأسباب أخرى نزح الإنسان إلى المناطق التي لا ماء فيها كالأودية والصحاري. ولكنه كان يبحث بادئ ذي بدء عن الماء فاستخرجه من الآبار أو اكتشفه في الواحات.
و لكن الماء ليس الشراب الوحيد الذي يتناوله الإنسان مع طعامه. بل انه ابتكر أنواعا أخرى من الشراب، ولكنها تعتمد في تكوينها على الماء. ومن هذه الأنواع الخمور أو المشوربات الروحية، كالنبيذ والجعة وغيرها.
و كثير من الشعوب الفطرية كانت إلةَ انتشار الاستعمار الأوروبي تجهل استعمال الخمور. فأهل أستراليا الأصليون إلى أن اكتشف الأوروبيون بلادهم كانوا لا يشربون إلا الماء. ومثالهم في ذلك قبائل الهتنتوت وقبائل الهنود الحمر من سكان أمريكا الشمالية.
و لكن مع ذلك فقد عرفت أكثر شعوب الأرض من أقدم الأزمنة الخمور. لا سيما البلاد التي تنمو فيها الفاكهة أو تزرع فيها الحبوب.
و قد جاء اكتشف التخمير بطريق الصدفة المحضة، فقد حدث ولا شك أن ترك عصير هذه الفاكهة أو الحوب في الماء حتى اختمر وأصبح له طعم خاص.
من هذا نرى أن تنوع الخمور في العالم يرجع إلى تنوع المواد الأولية القابلة للتخمير ولهذا صنعت الخمور في كل بلد من النباتات المنتشرة فيها. فصنعت الخمور من البلح في أفريقيا وآسيا، وصنعت من التفاح في شمالي أوربا، كما صنعت من العسل. وصنع التتار الخمور من الألبان كما صنعها العرب الجاهلية.
و أكثر هذه الخمور انتشارا الجعة، فقد استقطرها قدماء المصريين من الشعير ووجدت طريقها إلى أوروبا. وصنعت من الشوفان في روسيا، ومن الذرة في أواسط أفريقيا. وصنعت من الأرز في الصين. كما عرف قدماء المصريين النبيذ فاستقطروه من العنب، وما زالت الرسوم التي على الآثار المصرية القديمة توضح عملية التقطير بدرجاتها المختلفة.
و للتأثير العصبي الذي تحدثه الخمور اتصلت في قديم الزمان بالدين، وصارت مقدسة عند قدماء الأغريق وغيرهم. وأخذت طريقها إلى بعض الديانات عن هذه التقاليد القديمة.
و منذ أقدم الأزمنة أيضا عرف رجال الدين مدى تأثير الخمور على الإنسان فعملوا على تحريمها وعدوا احتساء الخمور خطيئة، فاعتبر البراهمة الخمر إحدى الخطايا الخمس، كما اعتبر بوذا تحريم الخمور أحد الوصايا العشرة التي فرضها على أتباعه.
و لو أن الإسلام فرض على اتباعه الايمان بنبوة عيسى وموسى، إلا أنه خالف النصرانية واليهودية في إباحة الخمور في كل ألوانها وأنواعها. وفي العصور الحديثة، وقد تقدم الطب، درس رجاله آثار الخمور ونادوا بأضرارها، وتبعهم الأخلاقيون فأنشأوا الجمعيات للدعاية ضدها، وحرمتها بعض البلاد الغربية لهذا السبب.
و في العصور الأخيرة انتشرت أنواع أخرى من المشروبات انتشارا هائلا حتى كادت تعم أنحاء الأرض جميعا، بعد أن كانت مقصورة على شعوب معينة. وأهم هذه الأنواع القهوة والشاي.
و تصنع القهوة من ثمر نبات شجرة البن التي كانت تنمو أصلا في بلاد الحبشة. ومن هناك وجدت طريقها إلى بلاد العرب في القرن الخامس عشر ومن ثم انتشرت شرقا وغربا، ويعزو البعض انتشارها إلى انتشار الإسلام.
و انتشرت زراعة البن بسبب انتشار استعمال القهوة. واشتهرت بها الهند وسيلان والجزائر الهند الغربية وأمريكا الوسطى والبرازيل وصارت الأمكنة التي تجهز فيها القهوة أندية اجتماعية عامة. وأخذت اسمها من اسم القهوة في بلاد الغرب كما كانت في البلاد العربية.
و أول مقهى أنشئ في لندن كان في عام 1652 وصارت المقاهي إذ ذاك مجالس السياسة والعلم والأدب، وأول مقهى أنشئ في فرنسا كان بعد ذلك بعامين في مرسيليا. ثم وصلت القهوة إلى باريس فأنشئت لها المجالس الفاخرة التي كانت تضم كل طبقات الشعب وكانت مجامع الأدب والفن كما كانت مراكز الثورة الفرنسية.
و في السنين الأخيرة أخذ الشاي ينافس القهوة في الانتشار العالمي، ولم تنتقل زراعته كما انتقل البن بل بقيت محصورة في آسيا الشرقية والجنوبية، في الهند وسيلان واليابان والصين. ويجهز الشاي باغلاء أوراقه في الماء.
و في بادئ الأمر كان الشاي شرابا مقدسا عند الكهنة البوذيين في أواسط آسيا، يحتسونه كمنبه ليقوموا بواجباتهم الدينية في الليل. وصار منذ القرن الأول الميلادي شرابا عاما في الصين، ومن ثم انتشر بين أنحاء آسيا الأخرى، ثم عرف في أوروبا وأمريكا.
و لكل شعب طريقة في تجهيز الشاي، فبعضهم يشربه مخففا دون أن يمزج بالسكر كما في روسيا حيث يغلونه على نار الفحم، ويحتسي الرجال الشاي وهم جلوس حول جهاز خاص، ويدعونه «الساموار»، كما انهم يشربونه بعد أن يمزجوه بشئ من عصير الليمون، ويضع الشارب قطعة من السكر تحت لسانه.
و انتشر الشاي انتشارا كبيرا في إنجلترا، حتى صار من التقاليد الإنجليزية الهامة، وصارت وجبة الشاي بعد العصر لا تقل أهمية عن الغذاء والعشاء، ولا يشربه الإنجليز مخففا كما انهم يمزجونه بشئ من اللبن، الذي يضعف من تأثير المادة المنبهة فيه.
و عند اكتشاف أمريكا انتشرت أنواع أخرى من الشراب أهمها الكاكاو الذي وجده الإسبانيون في المكسيك شرابا شائعا، كما أن اكتشاف أمريكا كان السبب في نشر تدخين التبغ في العالم وقد كان سطان الأمريكتين يعرفونه منذ زمن بعيد.

## الماء

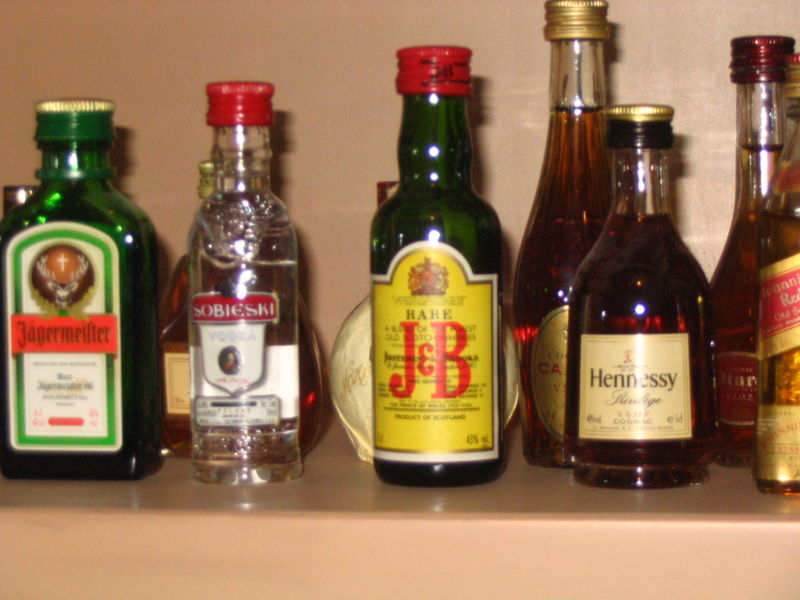
مشروبات كحولية

على الرغم من حقيقة أن جميع المشروبات تحتوي على الماء، لكن لا تصنف على أنها مشروبات مائية. جرت العادة على تعريف كلمة المشروبات بدون الإشارة إلى المياه التي هي المكون الأساسي فيها.

## المشروبات الكحولية
المشروبات الكحولية هو الشراب الذي يحتوي على الايثانول، والمعروف باسم الخمور أو المشروبات الروحية (على الرغم من أن تعريف «الكحول» في الكيمياء يتضمن العديد من المركبات الأخرى). البيرة كانت جزءا من الثقافة البشرية لسنة 8000. في ألمانيا، أيرلندا، والمملكة المتحدة، والعديد من البلدان الأوروبية الأخرى، شرب الجعة (وغيرها من المشروبات الكحولية) في حانة هو تقليد ثقافي. بلدان آسيوية (على سبيل المثال، سري لانكا والهند) تنتج عدة أنواع من المشروبات الكحولية (مثل نبيذ النخيل).

## المشروبات الخالية من الكحول
لمشروبات غير الكحولية هي مشروبات تحتوي على نسبة ضئيلة أو معدومة من الكحول. وتتضمن هذه الفئة البيرة المنخفضة نسبة الكحول، والنبيذ الخالي من الحكول، وشراب التفاح إذا كان يحتوي على نسبة كحول أقل من 0.5 ٪ من حجمه.

## المشروبات الخفيفة
مصطلح «المشروبات الخفيفة» (المرطبات) يعني عدم وجود أي نسب من الكحول. المشروبات مثل الصودا، المياه الغازية، الشاي المثلج عصير الليمون، ومشروبات الفاكهة تعتبر من المشروبات الخفيفة. في المقابل لا يعتبر الحليب، الشوكولا الساخنة، الشاي، القهوة، والحليب المخفوق، وماء الصنبور من المشروبات الغازية.